# Ginástica nos Jogos Centro-Americanos e do Caribe de 2023
As competições de ginástica dos Jogos Centro-Americanos e do Caribe de 2023 estão programadas para serem realizadas em San Salvador, El Salvador, de 27 de junho a 7 de julho de 2023 no Polideportivo Ciudad Merliot.

## Medalhistas

### Artística

#### Masculino
| Evento           | Ouro                                                                                             | Prata                                                                                                  | Bronze                                                                                                  |
| ---------------- | ------------------------------------------------------------------------------------------------ | --- | --- |
| Equipes          | México (MEX) · Isaac Nunez · Fabian De Luna · Josue Juarez · Maximiliano Galicia · Rodrigo Gomez | Cuba (CUB) · Alejandro De La Cruz · Diorges Escobar · Jose Escandon · Pablo Pozo · Yohendry Villaverde | Colômbia (COL) · Andres Martinez · Dilan Jimenez · Jose Martinez · Sergio Vargas · Kristopher Bohorquez |
| Individual Geral | Diorges Escobar · Cuba                                                                           | Audrys Nin · República Dominicana                                                                      | Dilan Jimenez · Colômbia                                                                                |
| Solo             | Jorge Vega Centro Caribe Sports                                                                  | Adickxon Trejo · Venezuela                                                                             | Dilan Jiménez · Colômbia                                                                                |
| Cavalo com Alças | Isaac Núñez · México                                                                             | José Martínez · Colômbia                                                                               | Audrys Nin · República Dominicana                                                                       |
| Argolas          | Kristopher Bohorquez · Colômbia                                                                  | Alejandro de la Cruz · Cuba                                                                            | José López · Porto Rico                                                                                 |
| Salto            | Audrys Nin Reyes · República Dominicana                                                          | Yohendry Villaverde · Cuba                                                                             | Fabian de Luna · México                                                                                 |
| Barras Paralelas | Isaac Nuñez · México                                                                             | Pablo Pozo · Cuba                                                                                      | Adickxon Trejo · Venezuela                                                                              |
| Barra Fixa       | Diorges Escobar · Cuba                                                                           | Audrys Nin Reyes · República Dominicana                                                                | Andres Perez · Porto Rico                                                                               |

#### Feminino
| Evento              | Ouro | Prata                                                                                           | Bronze                                                                                               |
| ------------------- | --- | ----------------------------------------------------------------------------------------------- | --- |
| Equipes             | México (MEX) · Ahtziri Sandoval · Alexa Moreno · Cassandra Loustalot · Natalia Escalera · Paulina Campos | Panamá (PAN) · Hillary Heron · Karla Navas · Lana Herrera · Lucia Paulino · Brostella Valentina | Colômbia (COL) · Angelica Mesa · Ginna Escobar · Maria Villegas · Yiseth Valenzuela · Karen Cubillos |
| Individual Geral    | Karla Navas · Panamá                                                                                     | Alexa Moreno · México                                                                           | Hillary Heron · Panamá                                                                               |
| Salto               | Alexa Moreno · México                                                                                    | Yamilet Peña · República Dominicana                                                             | Ahtziri Sandoval · México                                                                            |
| Barras Assimétricas | Paulina Campos · México                                                                                  | Karla Navas · Panamá                                                                            | Tyesha Mattis · Jamaica                                                                              |
| Trave               | Paulina Campos · México                                                                                  | Karla Navas · Panamá                                                                            | Alexa Moreno · México                                                                                |
| Solo                | Alexa Moreno · México                                                                                    | Natalia Escalera · México                                                                       | Hillary Heron · Panamá                                                                               |

### Rítmica

#### Individual
| Evento           | Ouro                                                      | Prata                                                         | Bronze                                                                 |
| ---------------- | --------------------------------------------------------- | ------------------------------------------------------------- | ---------------------------------------------------------------------- |
| Equipes          | México (MEX) · Marina Malpica · Ledia Juárez · Karla Diaz | Colômbia (COL) · Oriana Vinas · Vanessa Galindo · Lina Dussan | Porto Rico (PUR) · Camille Maldonado · Danna Cortes · Giuliana Cusnier |
| Individual geral | Marina Malpica · México                                   | Lina Dussan · Colômbia                                        | Ledia Juárez · México                                                  |
| Arco             | Marina Malpica · México                                   | Karla Diaz · México                                           | Lina Dussan · Colômbia                                                 |
| Bola             | Marina Malpica · México                                   | Ledia Juárez · México                                         | Oriana Vinas · Colômbia                                                |
| Maças            | Ledia Juárez · México                                     | Marina Malpica · México                                       | Lina Dussan · Colômbia                                                 |
| Fita             | Marina Malpica · México                                   | Ledia Juárez · México                                         | Gretel Mendoza · Cuba                                                  |

#### Grupos
| Evento            | Ouro                                                                                           | Prata | Bronze |
| ----------------- | ---------------------------------------------------------------------------------------------- | --- | --- |
| Geral             | México (MEX) · Kimberly Salazar · Julia Gutierrez · Ana Flores · Adirem Tejeda · Dalia Alcocer | Venezuela (VEN) · Rocelyn Palencia · Yelbery Rodriguez · Maria Dominguez · Isabella Bellizzio · Dahilin Parra | Colômbia (COL) · Adriana Mantilla · Karen Duarte · Laura Patino · Kizzy Rivas · Natalia Jimenez               |
| 5 Arcos           | México (MEX) · Kimberly Salazar · Julia Gutierrez · Ana Flores · Adirem Tejeda · Dalia Alcocer | Colômbia (COL) · Adriana Mantilla · Karen Duarte · Laura Patino · Kizzy Rivas · Natalia Jimenez               | Venezuela (VEN) · Rocelyn Palencia · Yelbery Rodriguez · Maria Dominguez · Isabella Bellizzio · Dahilin Parra |
| 3 Fitas e 2 Bolas | México (MEX) · Kimberly Salazar · Julia Gutierrez · Ana Flores · Adirem Tejeda · Dalia Alcocer | Venezuela (VEN) · Rocelyn Palencia · Yelbery Rodriguez · Maria Dominguez · Isabella Bellizzio · Dahilin Parra | Colômbia (COL) · Adriana Mantilla · Karen Duarte · Laura Patino · Kizzy Rivas · Natalia Jimenez               |

### Trampolim
| Evento                 | Ouro                                        | Prata                                         | Bronze                                                 |
| ---------------------- | ------------------------------------------- | --------------------------------------------- | ------------------------------------------------------ |
| Individual Masculino   | José Marin · México                         | Adrian Martinez · México                      | Sebastian Marquez · Venezuela                          |
| Sincronizado Masculino | México (MEX) · José Marin · Adrian Martinez | Cuba (CUB) · Cristian Tamayo · Jardiel Crespo | Venezuela (VEN) · Sebastian Marquez · Miguel Benavides |
| Individual Feminino    | Katish Hernandez · Colômbia                 | Alison Ossa · Colômbia                        | Jessica Hernandez · El Salvador                        |

## Quadro de medalhas

### Geral
*   país anfitrião (El Salvador)
| Pos.                | País                 | Ouro | Prata | Bronze | Total |
| ------------------- | -------------------- | ---- | ----- | ------ | ----- |
| 1                   | México               | 19   | 7     | 4      | 30    |
| 2                   | Colômbia             | 2    | 5     | 9      | 16    |
| 3                   | Cuba                 | 2    | 5     | 1      | 8     |
| 4                   | Panamá               | 1    | 3     | 2      | 6     |
| 5                   | República Dominicana | 1    | 3     | 1      | 5     |
| 6                   | Centro Caribe Sports | 1    | 0     | 0      | 1     |
| 7                   | Venezuela            | 0    | 3     | 4      | 7     |
| 8                   | Porto Rico           | 0    | 0     | 3      | 3     |
| 9                   | El Salvador          | 0    | 0     | 1      | 1     |
| 9                   | Jamaica              | 0    | 0     | 1      | 1     |
| Total (10 entradas) | Total (10 entradas)  | 26   | 26    | 26     | 78    |

### Artística
*   país anfitrião (El Salvador)
| Pos.               | País                 | Ouro | Prata | Bronze | Total |
| ------------------ | -------------------- | ---- | ----- | ------ | ----- |
| 1                  | México               | 8    | 2     | 3      | 13    |
| 2                  | Cuba                 | 2    | 4     | 0      | 6     |
| 3                  | Panamá               | 1    | 3     | 2      | 6     |
| 4                  | República Dominicana | 1    | 3     | 1      | 5     |
| 5                  | Colômbia             | 1    | 1     | 4      | 6     |
| 6                  | Centro Caribe Sports | 1    | 0     | 0      | 1     |
| 7                  | Venezuela            | 0    | 1     | 1      | 2     |
| 8                  | Porto Rico           | 0    | 0     | 2      | 2     |
| 9                  | Jamaica              | 0    | 0     | 1      | 1     |
| Total (9 entradas) | Total (9 entradas)   | 14   | 14    | 14     | 42    |

### Rítmica
*   país anfitrião (El Salvador)
| Pos.               | País               | Ouro | Prata | Bronze | Total |
| ------------------ | ------------------ | ---- | ----- | ------ | ----- |
| 1                  | México             | 9    | 4     | 1      | 14    |
| 2                  | Colômbia           | 0    | 3     | 5      | 8     |
| 3                  | Venezuela          | 0    | 2     | 1      | 3     |
| 4                  | Cuba               | 0    | 0     | 1      | 1     |
| 4                  | Porto Rico         | 0    | 0     | 1      | 1     |
| Total (5 entradas) | Total (5 entradas) | 9    | 9     | 9      | 27    |

### Trampolim
*   país anfitrião (El Salvador)
| Pos.               | País               | Ouro | Prata | Bronze | Total |
| ------------------ | ------------------ | ---- | ----- | ------ | ----- |
| 1                  | México             | 2    | 1     | 0      | 3     |
| 2                  | Colômbia           | 1    | 1     | 0      | 2     |
| 3                  | Cuba               | 0    | 1     | 0      | 1     |
| 4                  | Venezuela          | 0    | 0     | 2      | 2     |
| 5                  | El Salvador        | 0    | 0     | 1      | 1     |
| Total (5 entradas) | Total (5 entradas) | 3    | 3     | 3      | 9     |